# Lista das mulheres mais poderosas segundo a revista Forbes
Esta é a lista das mulheres mais poderosas do mundo segundo a revista Forbes. A lista foi publicada primeiramente em 2004, enquanto a mais recente edição foi publicada em 2017 contendo diversas figuras de renome internacional "de acordo com seu grau de influência sobre os eventos mundiais".  Desde 2006, a Chanceler alemã Angela Merkel têm ocupado a primeira colocação ininterruptamente, com exceção do ano de 2010 em que foi superada pela Primeira-dama estadunidense Michelle Obama. Dilma Rousseff, a primeira mulher a ocupar a Presidência do Brasil de 2011 a 2016, foi também a primeira brasileira inserida na lista, alcançando a 3ª colocação em seu ano de estreia.

## 2022
| #  | Nome                 | País de origem | Cargo                                         |
| -- | -------------------- | -------------- | --------------------------------------------- |
| 1  | Ursula von der Leyen | Alemanha       | Presidente da Comissão Europeia               |
| 2  | Christine Lagarde    | França         | Presidente do Banco Central Europeu           |
| 3  | Kamala Harris        | Estados Unidos | Vice-presidente dos Estados Unidos            |
| 4  | Mary Barra           | Estados Unidos | CEO da General Motors                         |
| 5  | Abigail Johnson      | Estados Unidos | Presidente-CEO da Fidelity Investments        |
| 6  | Melinda Gates        | Estados Unidos | Co-fundadora da Fundação Bill e Melinda Gates |
| 7  | Giorgia Meloni       | Itália         | Primeira-ministra da Itália                   |
| 8  | Karen Lynch          | Estados Unidos | CEO da CVS Health                             |
| 9  | Julie Sweet          | Estados Unidos | CEO da Accenture                              |
| 10 | Jane Fraser          | Estados Unidos | CEO da Citigroup                              |

## 2021
| #  | Nome                 | País de origem | Cargo                                         |
| -- | -------------------- | -------------- | --------------------------------------------- |
| 1  | MacKenzie Scott      | Estados Unidos | Filantropa                                    |
| 2  | Kamala Harris        | Estados Unidos | Vice-presidente dos Estados Unidos            |
| 3  | Christine Lagarde    | França         | Presidente do Banco Central Europeu           |
| 4  | Mary Barra           | Estados Unidos | CEO da General Motors                         |
| 5  | Melinda Gates        | Estados Unidos | Co-fundadora da Fundação Bill e Melinda Gates |
| 6  | Abigail Johnson      | Estados Unidos | Presidente-CEO da Fidelity Investments        |
| 7  | Ana Patricia Botín   | Espanha        | Presidente-executiva do Banco Santander       |
| 8  | Ursula von der Leyen | Alemanha       | Presidente da Comissão Europeia               |
| 9  | Tsai Ing-wen         | Taiwan         | Presidente da República da China              |
| 10 | Julie Sweet          | Estados Unidos | CEO da Accenture                              |

## 2020
| #  | Nome                   | País de origem | Cargo                                                      |
| -- | ---------------------- | -------------- | ---------------------------------------------------------- |
| 1  | Angela Merkel          | Alemanha       | Chanceler da Alemanha                                      |
| 2  | Christine Lagarde      | França         | Presidente do Banco Central Europeu                        |
| 3  | Kamala Harris          | Estados Unidos | Vice-presidente dos Estados Unidos                         |
| 4  | Ursula von der Leyen   | Alemanha       | Presidente da Comissão Europeia                            |
| 5  | Melinda Gates          | Estados Unidos | Co-fundadora da Fundação Bill e Melinda Gates              |
| 6  | Mary Barra             | Estados Unidos | CEO da General Motors                                      |
| 7  | Nancy Pelosi           | Estados Unidos | Presidente da Câmara dos Representantes dos Estados Unidos |
| 8  | Ana Patricia Botín     | Espanha        | Presidente-executiva do Banco Santander                    |
| 9  | Abigail Johnson        | Estados Unidos | Presidente-CEO da Fidelity Investments                     |
| 10 | Gail Koziara Boudreaux | Estados Unidos | CEO da Anthem                                              |

## 2019
| #  | Nome                 | País de origem | Cargo                                                      |
| -- | -------------------- | -------------- | ---------------------------------------------------------- |
| 1  | Angela Merkel        | Alemanha       | Chanceler da Alemanha                                      |
| 2  | Christine Lagarde    | França         | Presidente do Banco Central Europeu                        |
| 3  | Nancy Pelosi         | Estados Unidos | Presidente da Câmara dos Representantes dos Estados Unidos |
| 4  | Ursula von der Leyen | Alemanha       | Presidente da Comissão Europeia                            |
| 5  | Mary Barra           | Estados Unidos | CEO da General Motors                                      |
| 6  | Melinda Gates        | Estados Unidos | Co-fundadora da Fundação Bill e Melinda Gates              |
| 7  | Abigail Johnson      | Estados Unidos | Presidente-CEO da Fidelity Investments                     |
| 8  | Ana Patrícia Botín   | Espanha        | Presidente-executiva do Banco Santander                    |
| 9  | Ginni Rometty        | Estados Unidos | CEO da IBM                                                 |
| 10 | Marillyn Hewson      | Estados Unidos | CEO da Lockheed Martin                                     |

## 2017
| #  | Nome               | País de origem | Cargo                                         |
| -- | ------------------ | -------------- | --------------------------------------------- |
| 1  | Angela Merkel      | Alemanha       | Chanceler da Alemanha                         |
| 2  | Theresa May        | Reino Unido    | Primeira-ministra do Reino Unido              |
| 3  | Melinda Gates      | Estados Unidos | Co-fundadora da Fundação Bill e Melinda Gates |
| 4  | Sheryl Sandberg    | Estados Unidos | COO da Facebook Inc.                          |
| 5  | Mary Barra         | Estados Unidos | CEO da General Motors                         |
| 6  | Susan Wojcicki     | Estados Unidos | CEO da YouTube                                |
| 7  | Abigail Johnson    | Estados Unidos | Presidente-CEO da Fidelity Investments        |
| 8  | Christine Lagarde  | França         | Diretora do Fundo Monetário Internacional     |
| 9  | Ana Patrícia Botín | Espanha        | Presidente-executiva do Banco Santander       |
| 10 | Ginni Rometty      | Estados Unidos | CEO da IBM                                    |

## 2015 (top 20)
| #  | Nome                           | Cargo                                                  |
| -- | ------------------------------ | ------------------------------------------------------ |
| 1  | Angela Merkel                  | Chanceler da Alemanha                                  |
| 2  | Hillary Clinton                | Candidata às eleições presidenciais dos Estados Unidos |
| 3  | Melinda Gates                  | Co-fundadora da Fundação Bill e Melinda Gates          |
| 4  | Janet Yellen                   | Chefe do Sistema de Reserva Federal dos Estados Unidos |
| 5  | Mary Barra                     | CEO da General Motors                                  |
| 6  |                                | Diretora-Gerente do Fundo Monetário Internacional      |
| 7  | Dilma Rousseff                 | Presidente do Brasil impedida em 2016                  |
| 8  | Sheryl Sandberg                | COO do Facebook                                        |
| 9  | Susan Wojcicki                 | CEO do YouTube                                         |
| 10 | Michelle Obama                 | Primeira-dama dos Estados Unidos                       |
| 11 | Park Geun-hye                  | Presidente da Coreia do Sul                            |
| 12 | Oprah Winfrey                  | Apresentadora de TV                                    |
| 13 | Virginia Rometty               | CEO da IBM                                             |
| 14 | Meg Whitman                    | CEO da Hewlett-Packard                                 |
| 15 | Indra Nooyi                    | CEO da PepsiCo                                         |
| 16 | Cristina Fernández de Kirchner | Presidente da Argentina                                |
| 17 | Irene Rosenfeld                | CEO da Mondelēz International                          |
| 18 | Ana Patricia Botín             | CEO do Grupo Santander                                 |
| 19 | Abigail Johnson                | CEO do Fidelity Investments                            |
| 20 | Marillyn Hewson                | CEO do Lockheed Martin                                 |

## 2014 (top 20)
| #  | Nome                           | Cargo                                                  |
| -- | ------------------------------ | ------------------------------------------------------ |
| 1  | Angela Merkel                  | Chanceler da Alemanha                                  |
| 2  | Janet Yellen                   | Chefe do Sistema de Reserva Federal dos Estados Unidos |
| 3  | Melinda Gates                  | Co-fundadora da Fundação Bill e Melinda Gates          |
| 4  | Dilma Rousseff                 | Presidente do Brasil                                   |
| 5  | Christine Lagarde              | Managing Director of the International Monetary Fund   |
| 6  | Hillary Clinton                | Diretora-Gerente do Fundo Monetário Internacional      |
| 7  | Mary Barra                     | CEO da General Motors                                  |
| 8  | Michelle Obama                 | Primeira-dama dos Estados Unidos                       |
| 9  | Sheryl Sandberg                | COO do Facebook                                        |
| 10 | Virginia Rometty               | CEO da IBM                                             |
| 11 | Park Geun-hye                  | Presidente da Coreia do Sul                            |
| 12 | Susan Wojcicki                 | CEO do YouTube                                         |
| 13 | Indra Nooyi                    | CEO da PepsiCo                                         |
| 14 | Oprah Winfrey                  | Apresentadora de TV                                    |
| 15 | Irene Rosenfeld                | CEO do Mondelēz International                          |
| 16 | Graça Foster                   | CEO da Petrobras                                       |
| 17 | Beyoncé Knowles                | Cantora                                                |
| 18 | Marissa Mayer                  | CEO do Yahoo!                                          |
| 19 | Cristina Fernández de Kirchner | Presidente da Argentina                                |
| 20 | Meg Whitman                    | CEO da Hewlett-Packard                                 |
| 89 | Gisele Bündchen                | Modelo                                                 |

## 2013 (top 20 selection)
| #  | Nome              | Cargo                                              |
| -- | ----------------- | -------------------------------------------------- |
| 1  | Angela Merkel     | Chanceler da Alemanha                              |
| 2  | Dilma Rousseff    | Presidente do Brasil                               |
| 3  | Melinda Gates     | Co-fundadora da Fundação Bill e Melinda Gates      |
| 4  | Hillary Clinton   | Secretária de Estado dos Estados Unidos            |
| 5  | Michelle Obama    | Primeira-dama dos Estados Unidos                   |
| 6  | Sheryl Sandberg   | COO do Facebook                                    |
| 7  | Christine Lagarde | Diretora-Gerente do Fundo Monetário Internacional  |
| 8  | Janet Napolitano  | Secretária de Segurança Interna dos Estados Unidos |
| 9  | Sonia Gandhi      | Presidente do National Advisory Council            |
| 10 | Indra Nooyi       | CEO da PepsiCo                                     |
| 11 | Park Geun-hye     | Presidente da Coreia do Sul                        |
| 12 | Virginia Rometty  | CEO da IBM                                         |
| 13 | Oprah Winfrey     | Apresentadora de TV                                |
| 14 | Ursula Burns      | CEO da Xerox                                       |
| 15 | Meg Whitman       | CEO do Hewlett-Packard                             |
| 16 | Gina Rinehart     | CEO do Hancock Prospecting                         |
| 17 | Beyoncé Knowles   | Cantora                                            |
| 18 | Graça Foster      | CEO da Petrobras                                   |
| 19 | Jill Abramson     | Editora executiva do The New York Times            |
| 20 | Irene Rosenfeld   | CEO da Mondelēz International                      |
| 95 | Gisele Bündchen   | Modelo                                             |